# Скоморохівська сільська рада (Житомирський район)
Скоморохівська сільська рада — колишня адміністративно-територіальна одиниця та орган місцевого самоврядування у Житомирській міській раді і Житомирському районі Київської та Житомирської областей Української РСР з адміністративним центром у селі Скоморохи.

## Населені пункти
Сільській раді на час ліквідації були підпорядковані населені пункти:
- с. Скоморохи.

## Історія та адміністративний устрій
Створена 16 лютого 1933 року, відповідно до постанови Київського облвиконкому «Про ліквідацію Андріївської сільради та утворення сільради в селі Скоморохах Житомирської приміської смуги», в с. Скоморохи Пісківської сільської ради приміської зони Житомирської міської ради Київської області. 14 травня 1939 року, відповідно до указу Президії Верховної ради Української РСР «Про утворення Житомирського сільського району Житомирської області», сільську раду включено до новоствореного Житомирського району Житомирської області. Станом на 1 жовтня 1941 року в підпорядкуванні значився населений пункт Барак Городка, який, на 1 вересня 1946 року, не перебував на обліку населених пунктів.
Станом на 1 вересня 1946 року сільська рада входила до складу Житомирського району Житомирської області, на обліку в раді перебувало с. Скоморохи.
Ліквідована 11 серпня 1954 року, відповідно до указу Президії Верховної ради Української РСР «Про укрупнення сільських рад по Житомирській області», територію ради та с. Скоморохи приєднано до складу Пісківської сільської ради Житомирського району.